# Хар-Нуур (бассейн Тээла)
Хар-Нуур (ранее именовалось по-русски Ха́ра-Нур; монг. Хар нуур — «Чёрное озеро») — пресноводное озеро на западе Котловины Больших озёр в Монголии.
Берега низкие, извилистые, местами поросшие тростником. Вода пресная, замерзает с ноября по апрель, озеро богато рыбой.
На западе в озеро впадает река Чоно-Харайх. На юге соединено узкой протокой с широким и протяжённым пресным проливом Хомын-Хоолой, который впадает в горько-солёное озеро Дурген-Нуур.
Из Хар-Нуура вытекает река Тээл (Тээлийн-Гол), впадающая в Завхан. Таким образом, Хар-Нуур принадлежит бассейну озёр Айраг-Нуур и Хяргас-Нуур.

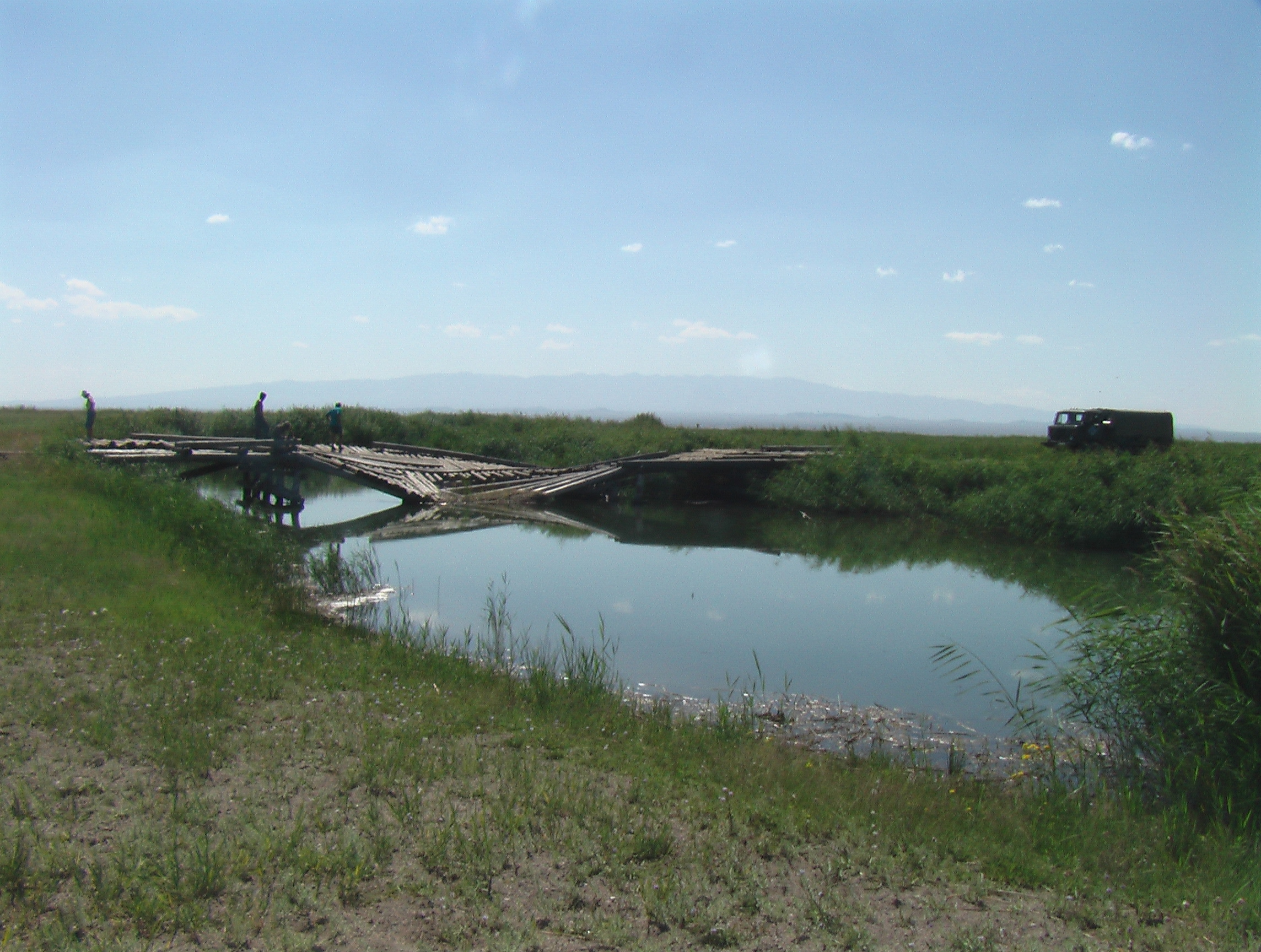
Протока, соединяющая озёра Дурген-Нуур и Хар-Нуур

Ранее Хар-Нуур являлся частью одного большого озера, в которое входили близлежащие водоёмы. Примерно 5 тысяч лет назад озеро распалось в результате иссушения климата.

## Топографические карты
- Лист карты L-46-IV. Масштаб: 1 : 200 000. Издание 1971 г.
- Лист карты M-46-XXXIV. Масштаб: 1 : 200 000. Издание 1972 г.